# Royal Navy im Zweiten Weltkrieg
Die Royal Navy war eine wichtige Komponente der alliierten Streitkräfte während des Zweiten Weltkriegs und trug maßgeblich zum Sieg über die Achsenmächte bei. Zu ihrer Hauptaufgabe gehörten der Schutz der Handelsschiffe im Atlantik gegen deutsche U-Boote und die Verteidigung der britischen Herrschaftsgebiete. Zu ihren größten Erfolgen gehörte der Sieg über die Italiener in der Schlacht bei Kap Matapan, das Seegefecht vor dem Nordkap und die Evakuierung des Britischen Expeditionskorps von Dünkirchen.

## Hintergrund
Zu Beginn des Zweiten Weltkrieges war die Royal Navy die stärkste Marine der Welt. Sie verfügte über 20 einsatzbereite oder im Bau befindliche Schlachtschiffe und Schlachtkreuzer, zwölf Flugzeugträger, über 90 Leichte und Schwere Kreuzer, 70 U-Boote, über 100 Zerstörer sowie zahlreiche Begleitschiffe, Minenleger, Minenräumer und 232 Flugzeuge. Die Briten sahen sich jedoch mit dem strategischen Problem konfrontiert, ihr riesiges Empire zu schützen. Zumindest zum Beginn des Krieges gab es keine umfassende Strategie, denn die britischen Ziele zur See waren die gleichen wie seit dem Kampf gegen Napoleon – die Offenhaltung der globalen Transport- und Kommunikationswege durch die Schaffung und Aufrechterhaltung der Seeherrschaft in der Nordsee, im Atlantik und im Mittelmeer. Im Gegenzug stand der Kriegsmarine am Anfang zwei Schlachtschiffe, zwei veraltete Einheitslinienschiffe, drei Panzerschiffe, zwei Schwere Kreuzer, sechs Leichte Kreuzer, 61 U-Boote, 21 Zerstörer und 42 weitere Schiffe wie Minensucher sowie Torpedo- und Schnellboote zur Verfügung.

## Geschichte

### 1939
Am 3. September um 11:17 Uhr, siebzehn Minuten nachdem das britische Ultimatum an Deutschland, sich aus Polen zurückzuziehen abgelaufen war, trat die Royal Navy in den Krieg ein. In den ersten Wochen und Monaten des Krieges konzentrierte sich die Royal Navy auf die Konsolidierung eines atlantischen Geleitzugsystems – die ersten geschützten Konvois entlang der britischen Ostküste gingen am 6. September 1939 in See, der erste transatlantische Konvoi einen Tag später – sowie auf die Organisation des Übersetzens des britischen Heeres nach Frankreich. Am 5. September 1939 gab die Royal Navy im Rahmen des sogenannten Mobilmachungs-Schiffbauprogrammes (Emergency War Program) den Bau von acht Kreuzern, acht Zerstörern und 20 Geleitzerstörern in Auftrag; hinzu kamen noch 19 U-Boote und (einige Wochen später) 60 Korvetten der Flower-Klasse. Darüber hinaus stellte die britische Marine, in Zusammenarbeit mit der französischen Marine, acht Kriegsschiffgruppen auf, die im Atlantik nach deutschen Handelsstörern suchen und diese jagen sollten. Diese Bemühungen zeitigten in den ersten Kriegsmonaten zunächst keine Erfolge, führten aber Ende des Jahres zum ersten größeren Erfolg gegen ein größeres deutsches Kriegsschiff (siehe Absatz darunter). Ein Versuch mit den größeren britischen Flottenflugzeugträgern die Jagd auf deutsche U-Boote zu intensivieren, wurde indessen nach dem Verlust des Trägers Courageous am 17. September 1939 durch einen U-Boot-Angriff wieder aufgegeben. Dass von der (zu diesem Zeitpunkt noch zahlenmäßig schwachen) deutschen U-Boot-Waffe eine enorme Bedrohung ausging, zeigte sich auch rund einen Monat später, als am 14. Oktober 1939 das ältere Schlachtschiff Royal Oak von einem U-Boot inmitten der britischen Flottenbasis Scapa Flow versenkt wurde. Zu einer zeitweisen Herausforderung in der Frühphase des Krieges wurden auch die ab Mitte September 1939 deutscherseits vor britischen Häfen aus der Luft abgeworfenen Magnetminen; alleine im November 1939 gingen durch diesen Minentyp rund 200.000 BRT Schiffsraum verloren. Zudem traten auch teils empfindliche Verluste unter Kriegsschiffen ein – so wurde etwa das Schlachtschiff Nelson durch eine Magnetmine für acht Monate beziehungsweise bis Sommer 1940 außer Gefecht gesetzt. Erst nachdem eine dieser Minen am 21. November 1939 vor Shoeburyness ins Watt-Gebiet gefallen und nachfolgend von britischen Experten der (an Land befindlichen) Torpedoschule HMS Vernon (Torpedo & Mining School HMS Vernon) entschärft und analysiert werden konnte, konnten Gegenmaßnahmen und Räumtechniken gegen diesen Minentyp entwickelt werden (siehe Entmagnetisierung).
Das erste größere Gefecht zwischen der Kriegsmarine und der Royal Navy fand am 13. Dezember vor der Küste Südamerikas statt. Dort traf ein Geschwader unter dem Kommando von Commodore Henry Harwood auf die Admiral Graf Spee. Trotz überlegener Feuerkraft – die britischen Schiffe wurden alle schwer beschädigt – zog sich das deutsche Schiff in den Hafen von Montevideo zurück. Nach vier Tagen, in denen die Briten die Internierung der Admiral Graf Spee forderten, wurde das Schiff von den Deutschen versenkt.

### 1940
Während der deutschen Invasion von Norwegen griff die Royal Navy mit starken Flottenkräften ein und versuchte, die deutsche Invasion abzuwehren. Bereits im Vorfeld hatte man in London Pläne für ein mögliches Eingreifen in Norwegen für den Fall einer deutschen Landung ausgearbeitet (siehe Operation Wilfred). Am 10. und 13. April 1940 kam es zu zwei Seegefechten vor Narvik gegen deutsche Zerstörerflottillen (die zuvor Truppen nach Narvik gebracht hatten), welche die Briten für sich entscheiden konnten und welche die Deutschen zehn Zerstörer kosteten. Trotz dieser zeitweiligen Erfolge gelang es indessen nicht, die letztliche Eroberung Norwegens zu verhindern. Nachdem am 10. Mai 1940 die deutsche Wehrmacht den Westfeldzug begonnen hatte, wurden die verbliebenen alliierten Heeres- und Flottenkräfte schließlich aus Norwegen abgezogen. Dabei ereilte die Royal Navy der tragischste Verlust während des Feldzuges in Norwegen, als am 8. Juni 1940 der mit Evakuierungen betraute Flugzeugträger Glorious westlich von Namsos von deutschen Schlachtschiffen abgefangen und mitsamt seiner beiden Sicherungszerstörer versenkt wurde, wobei über 1.500 Seeleute ums Leben kamen.
In Frankreich entwickelte sich die Lage ebenso zu Ungunsten der Alliierten. Durch den raschen Vorstoß der deutschen Streitkräfte war das Britische Expeditionskorps gezwungen, sich nach Dünkirchen zurückzuziehen und wurde dort nachfolgend eingekesselt. Am 26. Mai ordnete Winston Churchill die Evakuierung der in der Stadt eingeschlossenen Truppen an. In einem beispiellosen Kraftakt konnte die Royal Navy über 800 Schiffe (darunter auch zahlreiche zivile Schiffe) bereitstellen und bis zum 4. Juni über 300.000 Soldaten nach England bringen. Durch diese herausragende Leistung konnte das Gros der britischen Heeresstreitkräfte vor der Vernichtung bewahrt werden; zwar ging fast die gesamte Ausrüstung verloren, doch blieb der gut ausgebildete Personalbestand des britischen Feldheeres erhalten. Durch Angriffe deutscher Luft- und Seestreitkräfte auf die Evakuierungsrouten traten allerdings teils empfindliche Verluste ein, so gingen bis zum Ende der Operation über 200 Schiffe (zumeist kleinere Boote) verloren, darunter auch sechs britische Zerstörer. Die vergleichsweise hohen Verluste an Zerstörern im ersten Halbjahr 1940 – in Kombination mit deren beständiger Nutzung im nordatlantischen Geleitsicherungsdienst, was einen entsprechenden Verschleiß bewirkte – führten dazu, dass Churchill noch im Mai 1940 in den Vereinigten Staaten um die Entleihung von 50 älteren Reserveflotte-Zerstörern der United States Navy nachsuchte, um die bisherigen Ausfälle ausgleichen zu können. Dieser Bitte wurde von US-Präsident Franklin D. Roosevelt am 2. September 1940 entsprochen (siehe Zerstörer-für-Stützpunkte-Abkommen). Die Eingliederung dieser US-Schiffe verzögerte sich allerdings, zumal es sich um überalterte Four Stacker (Vierschornsteinschiffe) handelte, die teils über 20 Jahre in der Reserve zugebracht hatten und zunächst in den Werften überholt werden mussten. In der Folge konnten die nordatlantischen Geleitzüge zeitweise, etwa bis ins Frühjahr 1941 hinein, nur sehr rudimentär geschützt werden, was im Herbst 1940 teils zu schweren Tonnageverlusten durch U-Boot-Attacken führte (siehe etwa Geleitzug SC 7). Alleine im Oktober 1940 versenkten deutsche U-Boote – bei nur einem Eigenverlust – 61 alliierte Handelsschiffe mit 344.684 BRT.
Neben der Bedrohung durch die Kriegsmarine im Atlantik sah sich die Royal Navy weiterhin mit dem Kriegseintritt Italiens am 10. Juni 1940 und damit mit einer weiteren Front im Mittelmeer konfrontiert. Die Briten sahen in Italien nur eine Militärmacht zweiter Klasse. Aber im Gegensatz zur Royal Navy war die Regia Marina mit ihren sechs Schlachtschiffen, sieben Schweren und zwölf Leichten Kreuzern sowie 120 Zerstörern und Torpedobooten und 115 U-Booten im Mittelmeer konzentriert. Nachdem die Royal Navy am 3. Juli im Rahmen von Operation Catapult die französischen Schlachtschiffe in Mers-el-Kébir vernichtet hatte, um zu verhindern, dass sie den Deutschen in die Hände fielen, kam es sechs Tage später vor Punto Stilo zum ersten Gefecht zwischen Italienern und Briten. Das Gefecht endete in einem Unentschieden. Bis zum November folgten weitere kleinere Auseinandersetzungen, welche die Briten für sich entscheiden konnten. Während des Angriffes auf Tarent am 11. und 12. November konnten die Briten der italienischen Marine einen schweren Schlag versetzen. Am 27. November kam es dann in der Seeschlacht bei Kap Teulada zur letzten größeren Auseinandersetzung für 1941; die jedoch ohne Sieger endete.

### 1941
Zum Beginn des Jahres 1941 sah sich die Royal Navy weiterhin mit der zunehmenden Bedrohung durch die deutschen U-Boote konfrontiert. Bis zum Beginn des Jahres hatte Großbritannien, zusammengerechnet seit Kriegsbeginn 1939, den Verlust einer Handelsraumtonnage von fast drei Millionen BRT zu verzeichnen. Die eingesetzten Sicherungsschiffe, etwa die allmählich der Flotte zulaufenden Korvetten der Flower-Klasse, waren zu langsam und die verwendete Technik war noch nicht ausgereift. Das Sonar, von den Briten als ASDIC bezeichnet, hatte lediglich eine Reichweite von 1.300 Metern; Peilung und Distanz konnten nicht richtig abgelesen werden und es war fast unmöglich, zwischen U-Boot und Überwassereinheiten zu unterscheiden. Um das Problem der fehlenden Luftüberwachung der Geleitzugwege zu beseitigen, stellte die Royal Navy im Sommer 1941 den ersten alliierten Geleitflugzeugträger, die Audacity, in Dienst. Auch wenn dieser kleine, aus einem umgebauten Handelsschiff entstandene Flugzeugträger letztlich Ende 1941 selbst durch einen U-Boot-Angriff verloren ging, bewährte sich das Konzept der Geleitflugzeugträger bezüglich der Sicherung von Konvois, weswegen der Bau dieser Schiffe forciert wurde.
Bedingt durch die zeitweise Entzifferung des deutschen U-Boot-Funkverkehrs durch die Kryptoanalytiker in Bletchley Park, konnte die Royal Navy ab Frühjahr 1941 in der Atlantikschlacht erstmals der deutschen U-Boot-Waffe nennenswerte, teilweise sogar sehr empfindliche Verluste zufügen. So gelang beispielsweise britischen Schiffen im März 1941 innerhalb weniger Wochen die Versenkung der U-Boote der zu diesem Zeitpunkt (bezogen auf die versenkte Tonnage) führenden deutschen U-Boot-Kommandanten Günther Prien (U 47), Joachim Schepke (U 100) und Otto Kretschmer (U 99). Nachdem zwischen Ende November 1940 und Anfang März 1941 kein deutsches U-Boot hatte versenkt werden können, bedeuteten diese Verluste einen erheblichen Rückschlag für die deutsche Kriegsmarine. Um die Angriffe auf den britischen Seehandel jedoch weiterhin zu verstärken und aufrechtzuerhalten, startete die Kriegsmarine verstärkte Angriffe mit schweren Überwassereinheiten gegen die nordatlantischen Seeverbindungen Großbritanniens. Nachdem die Operationen deutscher Schlachtschiffe Anfang 1941 im Nord- und Mittelatlantik beträchtliche alliierte Schiffsverluste zur Folge gehabt hatte (siehe Unternehmen Berlin), initiierte die deutsche Kriegsmarine im Mai 1941 mit dem neu in Dienst genommenen Schlachtschiff Bismarck und dem Schweren Kreuzer Prinz Eugen das Unternehmen Rheinübung.

#### Schlacht an der Dänemarkstraße und Versenkung derBismarck
Um 05:35 Uhr am Morgen des 24. Mai wurden die beiden deutschen Schiffe, die seit ihrem Aufbruch mehrfach von der britischen Luftaufklärung erfasst worden waren, in der Dänemarkstraße von dem Schlachtkreuzer Hood und dem Schlachtschiff Prince of Wales gesichtet. Nachdem die Entfernung sich auf 23 Kilometer verringert hatte, begann gegen 05:52 Uhr das Gefecht mit der Eröffnung des Feuers durch die Hood. Allerdings verwechselte die Hood die Prinz Eugen zunächst mit der Bismarck. Während die Briten Mühe hatten, alle ihre Geschütze einzusetzen (da sie direkt auf die deutschen Schiffe zusteuerten, konnten zunächst nur die vorderen Geschütze zum Tragen gebracht werden), traf eines der deutschen Schiffe die Hood und verursachte ein sich schnell ausbreitendes Feuer mittschiffs. Dann, gegen 06:00 Uhr morgens, brach die Hood durch eine gewaltige Explosion in zwei Teile und sank innerhalb weniger Minuten. Alle bis auf drei der 1.418 Besatzungsmitglieder kamen ums Leben. Die Prince of Wales setzte das Gefecht zunächst fort, wurde aber mehrfach getroffen und musste schließlich den Kampf abbrechen und sich zurückziehen. Da auch die Bismarck zwei Treffer durch die Prince of Wales erhalten hatte, wobei ihre Treibstofftanks beschädigt worden waren, mussten allerdings auch die Deutschen ihre Absicht, mit dem Schlachtschiff in den Atlantik auszubrechen und dort Handelskrieg zu führen, abbrechen und begannen mit der Bismarck den Rückmarsch nach den Häfen an der französischen Atlantikküste. Obgleich zeitweilig der Kontakt mit dem deutschen Schlachtschiff – der Kreuzer Prinz Eugen hatte sich von diesem getrennt, um separat Handelskrieg führen zu können – verloren ging, konnte dieses von den Briten aufgrund des auslaufenden Öles sowie durch die Luftaufklärung letztlich wieder aufgespürt werden. Nachdem ältere Doppeldecker-Torpedoflugzeuge des Flugzeugträgers Ark Royal einen Torpedotreffer im Heck des deutschen Schiffes hatten anbringen können – welcher die Ruderanlage weitestgehend außer Funktion setzte und das Schiff faktisch kaum mehr steuerbar machte –, gelang es schließlich einer britischen Kampfgruppe unter Flottenchef John Tovey, darunter die Schlachtschiffe King George V und Rodney, am 27. Mai 1941 die nicht mehr manövrierfähige Bismarck einzuholen und zu versenken, wobei sie den Großteil ihrer Besatzung mit sich riss.
Nach dem gescheiterten Bismarck-Unternehmen konzentrierte sich die Royal Navy in den nachfolgenden Wochen auf die Zerschlagung des bis zu diesem Zeitpunkt im Atlantik bestehenden Netzes aus deutschen Versorgungs-, Begleittank- und Spähschiffen (die die Operationen von schweren Überwassereinheiten sowie auch von U-Booten zu unterstützen gehabt hätten). Zwischen Ende Mai und Ende Juni 1941 gelang es den Briten hierbei, den Großteil dieser deutschen Versorgungsschiffe zu versenken. Nach diesem Schlag gegen die Logistik der deutschen Kriegsmarine kamen die Unternehmungen deutscher Großkampfschiffe im Atlantik faktisch zum Erliegen und die Versorgung von U-Booten musste in nachfolgenden Jahren von speziellen U-Boot-Tankern übernommen werden (siehe U-Boot-Klasse XIV).

#### Mittelmeer
Im Mittelmeer wich die Hoffnung, dass die Italiener schnell besiegt werden konnten. Tatsächlich ging Italien mit der Schlacht bei Kap Matapan sogar in die Offensive, wurde aber von der Royal Navy besiegt. Der größte Teil des Jahres bestand lediglich aus Geleitschutz für Versorgungskonvois. Eine Ausnahme stellten im Mai und Juni 1941 die schweren Kämpfe um Kreta dar, wo sich die britischen Flottenkräfte der dortigen deutschen Landung entgegenstellten. Obgleich es zu keinen nennenswerten Überwassergefechten kam, erlitten die mit unzureichender Luftsicherung operierenden britischen Flottenverbände – die die Unterbindung von deutschen Nachschubtransporten über See zum Ziel hatten – vor allem bei Angriffen der deutschen Luftwaffe beträchtliche Verluste und büßten innerhalb weniger Tage drei Kreuzer und sechs Zerstörer ein. Trotz dieses aufopferungsvollen Einsatzes gelang es nicht, die Besetzung der Insel zu verhindern. Erst am Ende des Jahres kam es mit dem Ersten Seegefecht im Golf von Syrte, das ohne Entscheidung endete, wieder zu größeren Kampfhandlungen. Gleichwohl sah sich die Royal Navy in der zweiten Hälfte des Jahres im Mittelmeer mit ernsten Herausforderungen konfrontiert, da zeitweise schwere Verluste eingetreten waren. So gingen zwischen November und Jahresende nicht nur der Flugzeugträger Ark Royal (am 13. November 1941) sowie das Schlachtschiff Barham (am 25. November 1941) durch deutsche U-Boot-Angriffe verloren, sondern es wurden zudem die beiden Schlachtschiffe Queen Elizabeth und Valiant am 19. Dezember 1941 in Alexandria durch einen Angriff italienischer Torpedoreiter schwer beschädigt und für mehrere Monate außer Gefecht gesetzt – erstgenanntes Schiff fiel sogar bis Sommer 1943 aus. Diese Verluste hatten zur Folge, dass die Royal Navy über mehrere Monate hinweg kein einziges einsatzbereites Großkampfschiff im Mittelmeer mehr zur Verfügung hatte, allerdings wurde diese Schwäche seitens der italienischen Marine nicht ausgenutzt.

#### Ostasien
Inzwischen kämpfte Großbritannien nicht nur allein gegen Nazideutschland (aufgrund des Zusammenbruches der Westfront im Mai 1940 und des Verlustes Frankreichs als Verbündeter), sondern engagierte sich auch massiv im Mittelmeer und im Nahen Osten, was eine völlige Umkehrung der strategischen Prioritäten aus der Vorkriegszeit bedeutete, wonach das Mittelmeer notfalls aufgegeben werden musste, um eine große Schlachtflotte zu konzentrieren und nach Ostasien zu schicken. Im August 1941, als die doppelte Beanspruchung des Atlantiks und des Mittelmeers die Ressourcen der Marine in Bezug auf alle Arten von Schiffen bereits stark überforderte, bestand die Gefahr eines japanischen Angriffs auf Singapur, dem Flottenstützpunkt der Royal Navy in Ostasien. Noch bevor die Japaner Großbritannien am 7. Dezember 1941 den Krieg erklärten, schickten die Briten am 3. Dezember die Prince of Wales und die Repulse mit einer britisch-australischen Zerstörereskorte nach Singapur (siehe Force Z). Mit der unerwarteten Versenkung der Prince of Wales und der Repulse am 10. Dezember 1941 östlich Kuantan durch landgestützte japanische Flugzeuge (was in der Folge den Japanern einen zügigen Vorstoß über die malaiische Halbinsel gen Singapur ermöglichte und somit das Schicksal von British Malaya entschied) endete ein weiteres schwieriges Jahr für die Royal Navy.

### 1942
Im Atlantik begann das Jahr 1942 unter schwierigen Vorzeichen. Zwar war dem Vereinigten Königreich nach der deutschen Kriegserklärung an die Vereinigten Staaten am 11. Dezember 1941 mit den USA ein neuer, enorm gewichtiger Verbündeter zur Seite getreten, doch war die US-Marine, die zudem im Pazifikkrieg gegen Japan eingebunden war, vorerst nicht in der Lage, den massiven Attacken deutscher U-Boote gegen den Schiffsverkehr vor der Ostküste der Vereinigten Staaten (siehe Unternehmen Paukenschlag) entgegenzutreten. Hinzu kam, dass der deutsche U-Boot-Funkverkehr durch die britischen Spezialisten in Bletchley Park, denen 1941 zeitweilig der Einbruch in den deutschen Funkschlüssel gelungen war, für rund elf Monate beziehungsweise bis November 1942 nicht mehr mitgelesen werden konnte (was das Herumführen von Geleitzügen um U-Boot-Konzentrationen erschwerte), nachdem die deutsche Seite Anfang Februar 1942 eine neue Verschlüsselungsmaschine für die U-Boot-Flotte (siehe Enigma-M4) eingeführt hatte. In der Folge kumulierten die alliierten Tonnageverluste durch U-Boot-Angriffe in der Atlantikschlacht zwischen Januar und Juli 1942 auf 681 Handelsschiffe mit rund 3,5 Millionen BRT. Trotz dieser hohen Verluste zeichnete sich aber auch allmählich ab, dass die Royal Navy ihre U-Jagd-Befähigungen zunehmend ausbauen und verfeinern konnte. So gelang etwa am 5. Juli 1942 einem mit Radar und einem Suchscheinwerfer (siehe Leigh light) ausgestatteten britischen Flugzeug erstmals die Ortung und nachfolgend die Versenkung eines deutschen U-Bootes bei Nacht. Und obwohl die deutschen U-Boote im ersten Halbjahr 1942 enorme Versenkungserfolge verzeichnen konnten, stiegen umgekehrt auch die deutschen U-Boot-Verluste im gleichen Zeitraum deutlich an – so gingen zwischen Januar und Juni 1942 insgesamt 21 U-Boote verloren, davon alleine sechs im März 1942. Im Verlauf des Jahres 1942 liefen ferner verstärkt neue und leistungsstärkere Geleitfahrzeuge der Royal Navy zu, was die Möglichkeiten zur Sicherung der Geleitzüge deutlich erhöhte. So wurden zwischen März und Juli 1942 die drei Geleitflugzeugträger der Avenger-Klasse in Dienst gestellt (ein viertes Schiff dieser Klasse war im Oktober 1941 an die USA abgegeben worden). Im Herbst 1942 folgten die ersten Geleitträger der aus elf Schiffen bestehenden Attacker-Klasse, wobei die Schiffe dieses Typs im Rahmen des Leih- und Pachtgesetzes zur Gänze in den USA gebaut wurden.
Erwähnenswert wäre auch das Unternehmen Cerberus im Februar 1942: Auch wenn der eigentliche Ablauf und die Durchführung der Operation zunächst einen taktischen und auch propagandistischen Rückschlag für das Vereinigte Königreich bedeuteten, so stellte dieses Unternehmen – der erfolgreiche Durchbruch deutscher Schlachtschiffe und des Kreuzers Prinz Eugen durch den Ärmelkanal nach den deutschen Nordseehäfen – letztlich einen strategischen Erfolg der britischen Seite dar, da die Deutschen mit dieser Unternehmung den Rückzug ihrer schweren Schiffseinheiten, die über Monate hinweg im französischen Brest gelegen und sich britischen Luftangriffen ausgesetzt gesehen hatten, aus der Atlantikschlacht einleiteten.
Ein weiteres Kampffeld im Rahmen der Atlantikschlacht eröffnete sich für die britische Flotte durch die sogenannten Nordmeergeleitzüge. Nach dem deutschen Überfall auf die Sowjetunion im Sommer 1941 war die Sowjetunion zu einem Bündnispartner Großbritanniens geworden. Bereits Ende 1941 hatten das Vereinigte Königreich und die USA erste kleinere Nachschubkonvois über den Nordatlantik und durch die Barentssee nach den sowjetischen Häfen im Eismeer, vor allem Archangelsk und Murmansk, geschickt, um die in schweren Kämpfen stehende Rote Armee mit dringend benötigten Rüstungsgütern zu versorgen. Im Laufe des Jahres 1942 entwickelten sich die Nordmeerkonvois zu einem heftig umkämpften Gefechtsfeld, wobei sich einerseits alliierte Geleitsicherungskräfte und andererseits im besetzten Norwegen stationierte deutsche Marine- und Luftwaffenverbände gegenüberstanden. Vor allem im Sommer 1942 ereigneten sich hier schwere Kämpfe, die teilweise mit beträchtlichen alliierten Schiffsverlusten endeten (siehe etwa Geleitzug PQ 17).

#### Mittelmeer
Der Seekrieg im Mittelmeer im Jahr 1942 war für die Royal Navy stark geprägt von Angriffen gegen Nachschubkonvois der Achsenmächte, wobei deren Geleitzüge von italienischen Häfen nach Nordafrika liefen. Hierbei kam es mehrfach zu Gefechten zwischen britischen Kreuzer- und Zerstörergruppen und italienischen Sicherungsschiffen. Darüber hinaus operierten britische U-Boote, die vor allem auf Malta, in Gibraltar und in Alexandria stationiert waren, durchaus erfolgreich gegen die Nachschublinien der Achsenmächte sowie gegen deren U-Boot-Streitkräfte. So versenkten britische U-Boote im Mittelmeer zwischen Januar und März 1942 insgesamt sechs gegnerische U-Boote. Darüber hinaus konnten britische U-Boot-Kräfte, leichte und mittlere Überwassereinheiten und Flugzeuge des Fleet Air Arm durch beständige Angriffe vor allem im Sommer 1942 den Nachschubverkehr der Achsenmächte nach Nordafrika massiv schädigen – so wurden nur durch britische U-Boote zwischen Januar und Juli 1942 insgesamt 36 italienische und deutsche Handelsschiffe mit rund 100.000 BRT im Mittelmeer versenkt –, alleine im Juni 1942 trafen von den benötigten rund 45.000 Tonnen Nachschub für die Panzerarmee Afrika nur rund 3.000 Tonnen ein.
Im Fokus stand für Großbritannien in den ersten acht Monaten des Jahres vor allem auch die Versorgung der strategisch wichtigen Insel Malta. Die Insel, die als wichtige britische Marine- und Luftwaffenbasis galt, war vor allem im Frühjahr und Sommer 1942 schweren deutschen und italienischen Luftangriffen ausgesetzt und es erschien zeitweise fraglich, ob Malta dieser Belagerung würde standhalten können. So gelang es im ersten Halbjahr 1942 lediglich, sieben Handelsschiffe unbeschädigt nach Malta zu bringen, um Nachschub anzuliefern. Um das Überleben der Insel sicherzustellen, schickte die Royal Navy mehrfach Versorgungskonvois von Ägypten und von Gibraltar aus in See, die teils auch von Schlachtschiffen und Flugzeugträgern gesichert wurden (siehe hierzu die Operationen Vigorous und Harpoon). Obgleich diese Operationen teilweise erhebliche britische Verluste mit sich brachten (unter anderem sank der Flugzeugträger Eagle nach einem U-Boot-Angriff; ferner gingen bei Versuchen, Geleitzüge nach Malta durchzubringen, zwischen Januar und Juli 1942 insgesamt ein Kreuzer und acht Zerstörer verloren), gelang im August 1942 im Rahmen der Operation Pedestal schließlich das letztliche Aufsprengen der Belagerung von Malta und konnte so das Überleben der Insel sichergestellt werden.
Nachdem sich im zweiten Halbjahr 1942 die Kriegslage in Nordafrika zu Ungunsten der Achsenmächte entwickelt hatte (siehe Zweite Schlacht von El Alamein), landeten in einer ersten großen gemeinschaftlichen Kraftanstrengung angloamerikanische Verbände am 8. November 1942 in den vom Vichy-Regime noch kontrollierten Gebieten Französisch-Nordafrikas (siehe Operation Torch). Die Royal Navy stellte bei dieser Operation den größten Teil der Schiffe von zwei der drei Landungsgruppen, die schwere Fernsicherung der Landung, die gegen ein mögliches Eingreifen der italienischen Flotte zusammengezogen worden war, bestand aus der speziell für diese Unternehmung verstärkten Force H unter Vizeadmiral Edward Neville Syfret mit den Schlachtschiffen Rodney, Nelson und Duke of York, dem Schlachtkreuzer Renown, den Flugzeugträgern Formidable, Furious und Victorious, drei Kreuzern und 17 Zerstörern.

#### Ostasien
In Ostasien überrannten die weit überlegenen Japaner im ersten Halbjahr 1942 fast alle südostasiatischen Kolonien Großbritanniens (unter anderem British Malaya, Hongkong, Sarawak und Singapur) und drangen bis weit nach Burma hinein vor. Die Flottenkräfte des gemeinsamen alliierten ABDA-Kommandos in Niederländisch-Indien wurden bis Anfang März 1942 weitgehend vernichtet, wobei die Royal Navy den Schweren Kreuzer Exeter, fünf Zerstörer und mehrere Kanonenboote verlor. Die verbliebenen britischen Flottenkräfte zogen sich zunächst nach Ceylon zurück. Von diesem schweren Schlag erschüttert, verstärkte das Kriegskabinett in London in aller Eile die Eastern Fleet unter Admiral James Somerville, so dass sie Ende März 1942 über fünf Schlachtschiffe, zwei Flottenträger (Indomitable und Formidable), den älteren Träger Hermes, sieben Kreuzer, sechzehn Zerstörer und sieben U-Boote verfügte. Als Anfang April 1942 die japanische Kombinierte Flotte mit weit überlegenen Kräften in den Indischen Ozean vorstieß und den Schiffsverkehr vor Ceylon und entlang der indischen Ostküste attackierte, was die Royal Navy weitere erhebliche Verluste kostete – unter anderem sanken der Flugzeugträger Hermes, zwei Schwere Kreuzer und zwei Zerstörer –, zog sich die britische Eastern Fleet vorübergehend weiter zurück und operierte zeitweise zwischen Sansibar und den Malediven (und damit außerhalb der Reichweite der japanischen Flugzeugträgerkräfte). Weiterhin kostete der japanische Vorstoß die Alliierten 23 Handelsschiffe mit über 100.000 BRT.
Trotz dieser Rückschläge im ersten Halbjahr 1942 gelang es die kritische Situation im Indischen Ozean in der zweiten Jahreshälfte zu stabilisieren, da die Japaner sich nach ihrem Vorstoß im Frühjahr im Schwerpunkt wieder auf den west- und zentralpazifischen Raum zu konzentrieren begannen, was dann dort zu ihrer schweren Niederlage bei der Schlacht um Midway gegen die US-Marine führte, und nachfolgend keine weiteren großangelegten Seeoperationen im Indischen Ozean mehr unternahmen. Vor diesem Hintergrund konnte die Royal Navy, im Zusammenwirken mit anderen Commonwealth-Kräften, bis Anfang November 1942 die vom Vichy-Regime kontrollierte Insel Madagaskar erobern, womit die Royal Navy ihre Position im Indischen Ozean zum Jahresende hin stärken konnte.

### 1943
In den ersten drei Monaten des Jahres 1943 zeichnete sich für die Royal Navy in der Atlantikschlacht eine bedrohliche Entwicklung ab. Bedingt dadurch, dass die deutsche U-Boot-Waffe Anfang 1943 auf mehr als 200 U-Boote angewachsen war, nahm auch die Größe der deutschen U-Boot-Rudel beständig zu, beispielsweise wurde der aus 61 Schiffen bestehende Geleitzug SC 118 Anfang Februar 1943 von insgesamt 20 U-Booten attackiert. Im März 1943 kam es mit der Doppelschlacht um die beiden Geleitzüge HX 229 und SC 122 zur größten Geleitzugschlacht des Krieges, wobei deutscherseits 40 U-Boote gegen die mehr als 100 Schiffe der beiden Konvois angesetzt wurden. Obgleich es der deutschen Kriegsmarine gelang, in dieser Schlacht 21 alliierte Handelsschiffe mit rund 141.000 BRT zu versenken, war mit dieser Operation der Höhepunkt im U-Boot-Handelskrieg erreicht beziehungsweise überschritten. Britischerseits wurde diese Phase der Atlantikschlacht als die kritischste überhaupt während des gesamten Krieges angesehen. Trotz dieser sehr hohen Tonnageverluste zeichnete sich jedoch auch ab, dass die alliierten Gegenmaßnahmen allmählich Wirkung zeigten. Hierzu zählte nicht nur der Einsatz von Geleitflugzeugträgern, deren Zahl beständig zunahm, sondern auch die zunehmende Nutzung von Radar, Huff-Duff (ein Gerät zur Funkpeilung) und neuartigen Wasserbomben-Systemen, etwa dem ab März 1943 eingeführten Hedgehog-Werfer. Hinzu kam, dass im Laufe des April 1943 das bisher bestehende sogenannte „schwarze Loch“ (englisch black gap) im mittleren Nordatlantik – der Begriff umschrieb ein Gebiet, welches nicht von landgestützten alliierten Seeaufklärungsflugzeugen abgedeckt werden konnte, was den deutschen U-Booten dort ein relativ sicheres Operieren ermöglicht hatte – durch den Einsatz von Langstreckenflugzeugen, etwa vom Modell Liberator GR Mk V, allmählich geschlossen werden konnte.
Das Zusammenwirken aller dieser Faktoren sowie die weitgehende Entschlüsselung des über die Verschlüsselungsmaschine Enigma-M4 abgebildeten deutschen U-Boot-Funkverkehrs bewirkten, dass sich im Mai 1943 das Blatt in der Atlantikschlacht zugunsten der Briten wendete. Alleine im Mai 1943, der deutscherseits auch als „schwarzer Mai“ bezeichnet wurde, gingen 41 deutsche U-Boote verloren; diese Verluste waren derart hoch, dass die Deutschen ihre U-Boote ab dem 24. Mai 1943 zeitweise fast zur Gänze aus der atlantischen Geleitzugbekämpfung zurückzogen. Die Ereignisse im Mai 1943 werden gemeinhin auch als Wende im U-Boot-Tonnagekrieg beziehungsweise in der Atlantikschlacht zugunsten der Royal Navy angesehen.
Im zweiten Halbjahr 1943 gelang es der Royal Navy ferner, die alliierten Konvoirouten durch das Nordmeer nach den sowjetischen Eismeerhäfen weitestgehend freizukämpfen und zu sichern. Gewichtig in diesem Zusammenhang war auch die Neutralisierung der in Nordnorwegen liegenden schweren Einheiten der deutschen Kriegsmarine: Dazu zählten die schwere Beschädigung des Schlachtschiffes Tirpitz durch einen Angriff mit Kleinst-U-Booten (siehe X-Craft) im September 1943 im Rahmen der Operation Source – das Schiff wurde für rund ein halbes Jahr außer Gefecht gesetzt – sowie die Versenkung des Schlachtschiffes Scharnhorst im Dezember 1943 im Kontext der Kämpfe um den Geleitzug JW 55B (siehe Seegefecht vor dem Nordkap) durch die schwere Fernsicherung dieses Konvois beziehungsweise das britische Schlachtschiff Duke of York und dessen Begleitschiffe unter Flottenchef Bruce Fraser.

#### Mittelmeer
Nach der angloamerikanischen Landung in Nordafrika im November 1942 und dem Vormarsch der britischen Armee durch Nordafrika im Winter 1942/43 konnten die verbliebenen Achsentruppen im Mai 1943 in Tunesien zur Kapitulation gezwungen werden. Nachdem die Küsten Nordafrikas gesichert waren, bereiteten die Alliierten den nächsten Vorstoß vor und landeten im Juli 1943 auf Sizilien. Die gesamte Operation umfasste rund 2.500 Schiffe und etwa 180.000 Soldaten der britischen 8. Armee und der 7. US-Armee und stand unter dem Kommando von Admiral Andrew Cunningham, welcher zur Absicherung der Landung eine starke Deckungsgruppe von insgesamt sechs Schlachtschiffen, drei Flugzeugträgern, sechs Kreuzern und 24 Zerstörern zusammengezogen hatte. Im August 1943 musste Sizilien schließlich von Deutschen und Italienern geräumt werden. In der Folge schied Italien als Gegner aus dem Krieg aus (siehe Waffenstillstand von Cassibile). Da im Rahmen dieses Waffenstillstandes die noch verfügbaren Einheiten der italienische Flotte, darunter sechs Schlachtschiffe und acht Kreuzer, an die Alliierten übergeben werden mussten und nachfolgend bis Kriegsende unter anderem auf Malta interniert wurden, stand der Royal Navy ab diesem Zeitpunkt im Mittelmeerraum zumindest zur See nur mehr ein vergleichsweise geringer Widerstand entgegen, da seitens der Deutschen und von den mit diesen verbündeten RSI-Seestreitkräften bis Kriegsende 1945 nur mehr leichte und kleinere Schiffseinheiten, etwa Torpedoboote und Minensuchfahrzeuge, sowie nur noch relativ wenige U-Boote eingesetzt werden konnten.
Bereits am 9. September 1943 führten die angloamerikanischen Verbündeten eine erneute Landungsunternehmung durch und landeten Teile der 5. US-Armee im Golf von Salerno. Die Royal Navy unterstützte diese Operation mit der Force H unter Vizeadmiral Algernon Willis mit vier Schlachtschiffen, zwei Flugzeugträgern und 19 Zerstörern. Starker deutscher Widerstand führte jedoch zu beträchtlichen Verlusten auf beiden Seiten und zu erheblichen Zeitverzögerungen. Durch Angriffe der deutschen Luftwaffe wurden zudem mehrere britische Schiffe vor dem Brückenkopf schwer beschädigt, darunter das Schlachtschiff Warspite (welches erst im Sommer 1944 wieder einsatzbereit war) und der Leichte Kreuzer Uganda, die beide von neuartigen Lenk-Bomben getroffen wurden.
Einen zeitweiligen Rückschlag erlitt die Royal Navy zwischen September und November 1943 in der Ägäis: Nach der italienischen Kapitulation hatten britische Seestreitkräfte versucht, die dortigen, noch unter italienischer Besatzung stehenden Inseln unter Kontrolle zu bringen. Starke deutsche Gegenangriffe, die vor allem von Luftwaffenkräften unterstützt wurden, führten jedoch bis zum 22. November 1943 zur Besetzung der Inseln Kos, Milos, Leros, Chios, Skyros und Rhodos durch die Deutschen (siehe Dodekanes-Feldzug). Auch wenn diese letztlich nicht erfolgreiche britische Operation den Verlust eines Flugabwehrkreuzers und von fünf Zerstörern (darunter ein Schiff der griechischen Verbündeten) durch deutsche Luftangriffe und Minen mit sich brachte, so verbesserte dieser taktische Erfolg der Deutschen lediglich deren defensive Position im östlichen Mittelmeer, hatte aber keine weiterführenden Folgen für die sich beständig weiter verschlechternde strategische Lage der Deutschen im Mittelmeerraum.

#### Ostasien
Mit der Konzentration auf den europäischen Kriegsschauplatz und nach dem Abschluss der Eroberung von Madagaskar Ende 1942, kamen größere Operationen im Indischen Ozean vorerst zum Erliegen, da die britische Flotte fast das gesamte Jahr 1943 über eine eher defensive Strategie verfolgte (und da umgekehrt auch die Japaner sich auf die Kriegsschauplätze im Südwestpazifik sowie im Zentralpazifik konzentrierten, wo sie in schwere Kämpfe gegen die US-Streitkräfte verwickelt waren). Zu einer zunehmenden Bedrohung im Indischen Ozean wurden im Verlauf des Jahres 1943 deutsche U-Boote (siehe Gruppe Monsun), die ab August 1943 vor allem vom japanischen besetzten Penang aus operierten. Im Gegenzug wurden verstärkt britische U-Boote gegen den japanischen Schiffsverkehr sowie gegen gegnerische U-Boote in der Andamanensee und in der Straße von Malakka eingesetzt.

### 1944
Im vorletzten Jahr des Krieges war die Royal Navy an allen Fronten auf dem Vormarsch. Im Indischen Ozean konnte sie in mehreren Operationen durch Angriffe auf Sumatra und Java die Japaner entscheidend schwächen und weiter zurückdrängen. Im Mittelmeer konnte die Royal Navy bis zum Ende des Jahres die Hälfte aller erbeuteten italienischen Torpedoboote versenken. Gleichzeitig unterstützte sie die Anlandungen der Alliierten in Latium im Rahmen von Operation Shingle. Darüber hinaus bereitete sich die Admiralität auf die Landung in der Normandie vor. Neptune war die letzte Operation von weltweiter Tragweite, die von der Royal Navy befehligt wurde. Von den fast 6500 Schiffen wurden 70 Prozent von den Briten gestellt. Im weiteren Verlauf beteiligte sich die Royal Navy an mehreren Operationen zur Befreiung Frankreichs und der Niederlande.

### 1945
In Europa endete der Krieg für die Royal Navy mit der Kapitulation der deutschen U-Boot-Flotte durch Karl Dönitz am 4. Mai. Bereits im vorherigen Jahr vereinbart, wurde die British Pacific Fleet im März als Task Force 57 Teil der 5. US-Flotte im Pazifik. Während Operation Iceberg wurde sie mit dem Flankenschutz betraut. Von Ende März bis Mai neutralisierte sie erfolgreich die japanischen Flugfelder auf den Sakishima-Inseln und Taiwan. Im Juli und August, jetzt als Teil der 3. US-Flotte, beschoss sie Hitachi, Nojima Saki, Shionomisaki, Shimizu, Hamamatsu und Kamaishi. Mit dem Beschuss einer Musikinstrumentfabrik durch die King George V am 29. Juli endeten die Kriegshandlungen der Royal Navy.

## Nachwirkungen
Die Verluste der Marine beliefen sich im Laufe der sechs Jahre Krieg auf 50.000 Tote, 15.000 Verwundete und 7.500 Kriegsgefangene. Der Krieg hatte für das Vereinigte Königreich und speziell die Royal Navy verheerende Folgen. Nach 1945 hatte die United States Navy die Royal Navy als die stärkste Marine der Welt abgelöst. Durch die Überdehnung der britischen Wirtschaftsmacht war die Regierung nicht mehr in der Lage, eine solch große Flotte aufrechtzuerhalten. Als der Krieg mit Japan zu Ende ging, hatte die Demobilisierung der Streitkräfte bereits begonnen. Von den fast 900 größeren Kampfverbänden (Fregatten und größere Schiffe, einschließlich U-Boote), die im August 1945 zur Verfügung standen, waren nach dem Krieg weniger als 300 aktiv. Bis zum Ende der 1940er-Jahre war die aktive Gesamtstärke auf 80 Schiffe reduziert worden.

## Führung, Kontrolle und Organisation
Seit 1707 wurde die Royal Navy von der Admiralität geleitet. Diese bestand im Zweiten Weltkrieg aus zwei Abteilungen, dem Department of Permanent Secretary und dem Admiralty Naval Staff (Marinestab der Admiralität). Das Department of Permanent Secretary war eine Dienststelle des Civil Service und für die Kontrolle, Leitung und Führung aller Verwaltungsaufgaben der Admiralität zuständig. Sie stand unter der Leitung des Permanent Secretary to the Admiralty. Der Admiralty Naval Staff war zuständig für die Beratung und Unterstützung des Board of Admiralty bei der Ausarbeitung strategischer und operativer Maßnahmen, bei der Aufstellung der Flotte sowie bei der Zuweisung und der Beschaffung von Ressourcen. Der Marinestab setzte sich aus einer Reihe von Unterabteilungen zusammen, die alle unter der Oberaufsicht des Ersten Seelords standen.

### Rekrutierung
Dank des National Service Act von 1939 bestand der größte Teil der Royal Navy aus Wehrpflichtigen. Bei der Rekrutierung der Marine gab es jedoch während des Krieges immer ein freiwilliges Element – die Gemusterten konnten sich freiwillig zur Marine melden. Die drei Hauptgründe für den Dienst in der Royal Navy waren: Die Suche nach Abenteuer, Prestige, und eine bessere Versorgung im Vergleich zur British Army oder der Royal Air Force. Die Auswahl der Männer, die in die Marine eintraten, erfolgte durch das Ministry of Labour and National Service, das entschied, wer Zivilist bleiben und wer zur Wehrpflicht einberufen werden sollte. Da der Bedarf an Männern jedoch stetig stieg, wurden ab 1943 die körperlichen und geistigen Anforderungen auf ein Mindestmaß reduziert. Für die Marine bedeutete dies, dass sie alle angebotenen Männer akzeptieren musste, mit Ausnahme von völligen Analphabeten und Schwachsinnigen. Der freiwillige Eintritt von Schiffsjungen war auch weiterhin eine vielversprechende Quelle für Männer sowie Jugendliche zwischen 17 und 18 Jahren, die in einer der zahlreichen Ausbildungseinrichtungen trainiert wurden. Eine weitere Möglichkeit, der Marine beizutreten, war das Y-Programm, ein Notfallplan für die Ausbildung freiwilliger Reserveoffiziere der Royal Naval.
In allen Bereichen wurden hohe körperliche Anforderungen gestellt, insbesondere an die Männer und Jungen, die sich für zweiundzwanzig Jahre verpflichtet hatten. Diese Bedingungen beinhalteten den Dienst an Land sowie auf See in allen Teilen der Welt unter den unterschiedlichsten klimatischen Bedingungen. Das Verfahren zur Rekrutierung die alle erforderlichen Kriterien erfüllten, lief in der Regel folgendermaßen ab: Offiziere, die nicht den Rang eines Commanders in der Royal Navy oder eines Oberstleutnants in der Royal Marines innehatten, wurden von der Admiralität als Rekrutierungsstabsoffiziere unter dem Director of Naval Recruiting ernannt.
Diese Offiziere waren in neun Haupt-Rekrutierungsämtern in London, Birmingham, Bristol, Derby, Glasgow, Liverpool, Manchester, Newcastle und Southampton stationiert. Jede war für ein bestimmtes geografisches Gebiet zuständig. Außerdem konnten angehende Royal Marines ihre Bewerbungen in den Kasernen der Royal Marine einreichen. Die Rekrutierungsoffiziere in diesen Haupt-Rekrutierungsämtern wurden von einem Stab von „Rekrutierern“ (pensionierte Unteroffiziere Royal Marines, Chief Petty Officers und Petty Officers, Royal Navy) unterstützt, die für diese Aufgabe ausgewählt und durch die Admiralität ernannt wurden. Die Anwerber waren in insgesamt 37 Außenstellen oder Unterbüros verteilt.
Die meisten Personen, die für eine Ernennung zum Offizier in Frage kamen, traten im Alter von dreizehn oder vierzehn Jahren in das Royal Naval College in Dartmouth ein. Sie stammten fast alle aus denselben wirtschaftlichen und sozialen Verhältnissen. Sie besuchten zunächst eine Vorschule und anschließend eine Marineinstitution, wo sie eine Zulassungsprüfung für Dartmouth und die anderen Militärakademien ablegten. Darüber hinaus benötigten die Kadetten ein Empfehlungsschreiben einer einflussreichen Person. Sie wurden einem strengen Auswahlverfahren unterzogen, das sowohl schriftliche als auch mündliche Tests umfasste. Daher war nur ein kleiner Teil der Bewerber letztlich erfolgreich.
Diejenigen mit einem militärischen Hintergrund wurden besonders bevorzugt, was die anhaltende Bedeutung der Royal Navy als familiengeführte Institution widerspiegelte. In Dartmouth erhielten die Jungen eine allgemeine Schulbildung, die stärker technisch ausgerichtet war als die in öffentlichen Schulen. Dies wurde mit einem gewissen Maß an seemännischer Ausbildung kombiniert, die in späteren Jahren zunahm. Die einzige Alternative für die Aufnahme als Offiziersanwärter in Friedenszeiten war das von Winston Churchill 1913 initiierte Special-Entry-Programm. Damit sollte unter anderem die Vergrößerung des Offizierskorps in der Zeit vor dem Ausbruch des Krieges beschleunigt werden.

Die Schüler wurden im Alter von etwa achtzehn Jahren ausgewählt, um eine achtzehnmonatige Ausbildung zu absolvieren, anstatt der sechs oder sieben Jahre, die sonst bis zur Aufnahme in den Dienst erforderlich wären. Der Vorteil dieses Programms lag in der Möglichkeit, wichtige berufliche Entscheidungen in einem reiferen Alter zu treffen, und sie konnten von einer umfassenderen Allgemeinbildung profitieren. Das Special-Entry-Programm erwies sich jedoch als unzureichend für die erhebliche kriegsbedingte Expansion der Marine. Die Marine war entschlossen, den Fehler des vorangegangenen Krieges nicht zu wiederholen, als sie zu hohe Erwartungen geweckt hatte, die dann durch die Entlassung Hunderter von Offizieren im Zuge der Budgetkürzung 1922 enttäuscht wurden.

Um die zuvor aufgetretenen Probleme zu umgehen, wurde beschlossen, dass die Aufnahme über Dartmouth und das Special-Entry-Programm nicht über das Niveau in Friedenszeiten hinausgehen sollte. Zweitens wurde das Special Entry Programm mit der Absicht konzipiert, aus öffentlichen Schulen zu rekrutieren. Dies führte zu einer erheblichen Einschränkung der Zahl der Bewerber, da die Altersspanne auf 17 bis 19 Jahren beschränkt war. In seiner Eigenschaft als Erster Lord der Admiralität und später als Premierminister setzte sich Winston Churchill dafür ein, die Reihen der Offiziere für eine größere soziale Vielfalt zu öffnen.

### Bezahlung und Beförderung
Die Besoldung richtete sich nicht nur nach Dienstzeit, sondern auch ab wann der Eintritt in die Marine erfolgte und ob man ledig oder verheiratet war. Für die Stabsoffiziere bedeutete das einen Unterschied von 2 Schilling pro Tag wenn sie verheiratet bzw. ledig waren. Bei den Mannschaftsdienstgraden lag die Differenz bei 1 Schilling, je nachdem, ob sie vor oder nach dem 4. Oktober 1925 der Navy beigetreten waren. Darüber hinaus war eine Erhöhung des Soldes alle drei Jahre von bestimmten Tests und Kursen abhängig. Die Beförderungspolitik war eine weitere komplizierte Angelegenheit; in den 1930er-Jahren hatte die Regierung das Durchschnittsalter für die Beförderung zum Obermatrosen von vierundzwanzig auf über siebenundzwanzig und zum Unteroffizier von achtundzwanzig auf zweiunddreißig Jahren erhöht. Dies führte dazu, dass viele fähige Unteroffiziere bis zu zehn Jahre warten mussten, um das Offizierspatent zu erlangen. Erst mit dem Beginn des Krieges und dem erhöhten Bedarf an Offizieren änderte sich diese Praxis.
1939 folgte die Royal Navy der Entscheidung, die die britische Armee drei Jahre zuvor beschlossen hatte, nämlich dass ihre Offiziere auf Zeit in jedem künftigen Konflikt aus den derzeit in ihren Reihen dienenden Personen ausgewählt werden sollten. Die Kandidaten sollten an Ausbildungsschulen ausgewählt und dort in einer Fachklasse zusammengefasst werden. Anschließend sollten sie mindestens drei Monate lang als einfache Seeleute auf einem Schiff dienen, bevor sie für die Teilnahme an einem Offizierslehrgang ausgewählt wurden.
Dieses Programm wurde als „CW Schema“ bezeichnet Obwohl es sich angeblich um ein „demokratisches“ System handelte, zeigte sich bei näherer Betrachtung eine deutliche Klassenzugehörigkeit. Primär hatte die Navy nicht die Absicht, eine größere Anzahl von Seeleuten aus den unteren Rängen zu befördern. Darüber hinaus vertraten die Marineoffiziere die Ansicht, dass Männer, die als Jugendliche in die Marine eingetreten waren und gerade ihre Grundschulausbildung abgeschlossen hatten, für eine Ernennung zum Marineoffizier ungeeignet waren. Eine Flottenverordnung der Admiralität aus dem Jahr 1940 machte deutlich, dass langgediente Seeleute sich keine Hoffnungen machen durften.
Es ist notwendig, die großen Erweiterungen der Flotte im Krieg mit Personal zu besetzen, das nur für die Dauer der Feindseligkeiten eingesetzt wird. [...] Während die Richtlinien Seiner Lordschaft darauf abzielen, einen hohen Anteil solcher Offiziere durch Beförderung aus den unteren Rängen zu erhalten, ... die Vergabe solcher Ernennungen auf der Grundlage von unbefristeten Beschäftigungsverhältnissen würde normalerweise dazu führen, dass sie nach Beendigung der Feindseligkeiten aus dem Dienst ausscheiden müssten, anstatt die Laufbahn in der Marine fortzusetzen, auf die sie sich begeben haben ... Darüber hinaus muss das Niveau, das für die Auswahl zur Beförderung in einen permanenten Offiziersrang erreicht werden muss, so hoch sein, dass die Ausgewählten unter gleichen Bedingungen wie die als Kadetten aufgenommenen Offiziere bestehen können. Die Ausbildung der Anwärter soll sie dazu befähigen, alle Aufgaben ihres künftigen Dienstgrades zu übernehmen, soweit es die Erfordernisse des Einsatzes verlangen, und sie in die Lage versetzen, ihre Tätigkeit vollständig zu meistern. Die Dauer dieser Ausbildung muß daher wesentlich länger sein als die des Offiziers auf Zeit, der nur begrenzte Aufgaben für die Dauer des Krieges wahrnehmen soll.
| Bezahlung            | Bei Dienstantritt | Bei Dienstantritt | nach 3 Jahren | nach 3 Jahren | nach 6 Jahren | nach 6 Jahren | nach 9 Jahren | nach 9 Jahren |
| -------------------- | ----------------- | ----------------- | ------------- | ------------- | ------------- | ------------- | ------------- | ------------- |
| Captain              | 2 £ 14 s 4 d      | 2 £ 12 s 4 d      | 2 £ 18 s 10 d | 2 £ 16 s 10 d | 3 £ 3 s 4 d   | 3 £ 1 s 4 d   | 3 £ 7 s 10 d  | 3 £ 5 s 10 d  |
| Commander            | 1 £ 16 s 2 d      | 1 £ 14 s 2 d      | 1 £ 19 s 10 d | 1 £ 17 s 10 d | 2 £ 3 s 6 d   | 2 £ 1 s 6 d   | 2 £ 7 s       | 2 £ 5 s       |
| Lieutenant-Commander | 1 £ 7 s 2 d       | 1 £ 5 s 2 d       | 1 £ 9 s       | 1 £ 7 s       | 1 £ 10 s 10 d | 1 £ 8 s 10 d  | 1 £ 12 s 10 d | 1 £ 10 s 10 d |
| Lieutenant           | 16 s 6 d          | 16 s 6 d          | 17 s 6 d      | 17 s 6 d      | 19 s          | 19 s          |               |               |
| Sublieutenant        | 13 s              | 13 s              |               |               |               |               |               |               |
| Midshipman           | 6 s 10 d          | 6 s 10 d          |               |               |               |               |               |               |

| Bezahlung            | täglich      |
| -------------------- | ------------ |
| Admiral of the Fleet | 7 £ 4 s 10 d |
| Admiral              | 6 £ 6 s 8 d  |
| Vice-Admiral         | 5 £ 8 s 8 d  |
| Rear-Admiral         | 4 £ 10 s 6 d |

| Bezahlung           | Bei Dienstantritt | Bei Dienstantritt | nach 3 Jahren | nach 3 Jahren | nach 6 Jahren | nach 6 Jahren | nach 9 Jahren | nach 9 Jahren |
| ------------------- | ----------------- | ----------------- | ------------- | ------------- | ------------- | ------------- | ------------- | ------------- |
| Chief Petty Officer | 8 s 6 d           | 7 s 6 d           | 9 s           | 8 s           | 9 s 6 d       | 8 s 6 d       | 10 s          | 9 s           |
| Petty Officer       | 7 s               | 6 s               | 7 s 4 d       | 6 s 5 d       | 7 s 8 d       | 6 s 10 d      |               |               |
| Leading Seaman      | 5 s 3 d           | 4 s 4 d           | 5 s 6 d       | 4 s 8 d       |               |               |               |               |
| Able Seaman         | 4 s               | 3 s               | 4s 3 d        | 3 s 4 d       | 4 s 6 d       | 3 s 8 d       |               |               |
| Ordinary Seaman     | 2 s 9 d           | 2 s               |               |               |               |               |               |               |

| Bezahlung pro Jahr Land\|See | bei Dienstantritt | bei Dienstantritt | nach 3 Jahren | nach 3 Jahren |
| ---------------------------- | ----------------- | ----------------- | ------------- | ------------- |
| Superintendent               | 500 £             | 400 £             | 550 £         | 445 £         |
| Chief Officer                | 350 £             | 260 £             | 390 £         | 295 £         |
| First Officer                | 225 £             | 180 £             | 250 £         | 202 £         |
| Second Officer               | 180 £             | 140 £             | 200 £         | 157 £         |
| Third Officer                | 160 £             | 120 £             | 175 £         | 132 £         |

## Dienstgrade
| Ränge und Rangabzeichen | Ränge und Rangabzeichen | Ränge und Rangabzeichen | Ränge und Rangabzeichen | Ränge und Rangabzeichen | Ränge und Rangabzeichen | Ränge und Rangabzeichen | Ränge und Rangabzeichen | Ränge und Rangabzeichen | Ränge und Rangabzeichen | Ränge und Rangabzeichen | Ränge und Rangabzeichen  | Ränge und Rangabzeichen  |                          |
| Bezeichnung             | Flagg Officer           | Flagg Officer           | Flagg Officer           | Flagg Officer           | Senior Officer          | Senior Officer          | Senior Officer          | Junior Officer          | Junior Officer          | Junior Officer          | Non commissioned Officer | Non commissioned Officer | Non commissioned Officer |
| ----------------------- | ----------------------- | ----------------------- | ----------------------- | ----------------------- | ----------------------- | ----------------------- | ----------------------- | ----------------------- | ----------------------- | ----------------------- | ------------------------ | ------------------------ | ------------------------ |
| Ärmel                   |                         |                         |                         |                         |                         |                         |                         |                         |                         |                         |                          |                          |                          |
| Rang                    | Admiral of the Fleet    | Admiral                 | Vice-Admiral            | Rear-Admiral            | Captain                 | Commander               | Lieutenant-Commander    | Lieutenant              | Sublieutenant           | Midshipman              | Chief Petty Officer      | Petty Officer            | Leading Seaman           |

## Sanitätsdienst
Das Medical Department of the Royal Navy war für die Verwaltung der medizinischen Dienste der Marine zuständig, zu denen auch alle Hilfsdienste wie der Royal Naval Dental Service, der Queen Alexandra's Royal Naval Nursing Service, die Sick Berth Branch of the Navy und die Voluntary Aid Detachment der Marine gehörten. Das Medical Department selbst war in vier Hauptbereiche unterteilt: Personal, Material und Finanzen, Krankheit und Studien sowie Statistik. Der Stab des Medical Departments bestand aus:
- Surgeon Vice Admiral – Medizinischer Generaldirektor der Marine.
- Surgeon Konteradmiral-Stellvertretender medizinischer Generaldirektor der Marine.
- Surgeon Captain R.N. als Assistent für medizinisches Personal.
- Surgeon Captain (D) R.N. für die Verwaltung des zahnärztlichen Dienstes.
- Surgeon Commander R.N. für Material, Hygiene, Statistik etc.

Das zivile Personal bestand aus: dem Assistent des medizinischen Generaldirektors, einem Stabsoffizier, sowie Büroangestellten und Assistenten.
Im Jahr 1939 waren 5024 medizinisches Personal, darunter Sanitätsoffiziere und Krankenschwestern, beschäftigt. Im Mai 1945 erreichte die Zahl des Sanitätspersonals einen Höchststand von 19661 Offizieren, Krankenschwestern, Krankenpflegern und V.A.D.-Mitgliedern. In Friedenszeiten wurde das Personel für Krankenstationen auf freiwilliger Basis rekrutiert und für einen Zeitraum von 12 Jahren verpflichtet, wobei die Möglichkeit bestand, für einen weiteren Zeitraum wieder eingestellt zu werden, um die Zeit bis zur Pensionierung abzuschließen. Bei ihrem Eintritt wurde das Personal entweder in die Portsmouth-, Chatham- oder Devonport-Hafendivision aufgenommen. Nach einem sechswöchigen Lehrgang zur militärischen Eingewöhnung wurden die Anwärter zu einer etwa neunmonatigen Ausbildung in ein Marinekrankenhaus versetzt. Am Ende dieser Ausbildungszeit wurden diejenigen, die eine Eignungsprüfung bestanden, wurden als sick berth attendant bezeichnet und konnten überall an Land oder auf See eingesetzt werden. Es war jedoch üblich, dass diese Arzthelfer noch einige Monate in seinem Ausbildungskrankenhaus weiterbeschäftigt wurde, so dass er weitere Erfahrungen sammeln und Verantwortung übernehmen konnte.

## Ausrüstung und Uniformen
Die Grundausstattung für Offiziere bestand aus einer Schirmmütze, die mit einem weißen Überwurf getragen werden konnte, einer zweireihigen Jacke, die mit einem weißen Hemd und einer schwarzen Krawatte getragen wurde, einer passenden langen Hose und schwarzen Socken und Schuhen. Der Mantel war zweireihig und wurde mit braunen Lederhandschuhen getragen. Die Uniform der chief petty officers ähnelte der der Offiziere, während die so genannte „fore and aft“-Rig auch von den petty officers und anderen Hauptleuten getragen wurde, die nicht zum Seemannsstand gehörten.
Die Matrosen trugen den Matrosenanzug, aber anstelle des kurzen Wintermantels, der in einigen Marinen üblich ist, erhielten die Matrosen einen einreihigen Mantel. Für die tägliche Arbeit trugen die Matrosen einen blauen Kesselanzug oder eine der vielen anderen Arten von Schutzkleidung. Bei kaltem Wetter erhielten die Matrosen einen dicken weißen Wollpullover und Seesocken, die in Gummistiefeln getragen wurden, eine gestrickte Wollmütze und den Dufflecoat. Bei rauer See trugen die Matrosen wasserdichte Kleidung, vor allem den „Sou'wester“.

## Abteilungen

### Fleet Air Arm
Bei Kriegsbeginn am 3. September 1939 verfügte die Royal Navy über die Flugzeugträger Ark Royal, Eagle, Furious, Glorious und Hermes sowie die Argus und die Courageous, die als Ausbildungsträger eingesetzt wurden; außerdem waren bis dahin fast 50 Kriegsschiffe mit Katapulten ausgerüstet worden. Hinzu kamen 232 einsatzbereite Flugzeuge, 4 Marine-Luftstützpunkte und etwas mehr als 700 Piloten, Beobachter und Fliegerschützen. Bei Kriegsende verfügte der Fleet Air Arm über 59 Flugzeugträger, 3.700 Flugzeuge, 72.000 Offiziere und Mannschaften sowie 56 Marine-Luftstützpunkte. Das Oberkommando über den Fleet Air Arm oblag dem Fünften Seelord, der Mitglied des Board of Admiralty war. Dieses Amt wurde erst 1938 als Chief of Naval Air Services eingerichtet, der für die Vorbereitung und Verwaltung aller Flugzeuge und des Flugpersonals der Royal Navy zuständig war.
Der Fünfte Seelord wurde bei seinen alltäglichen Aufgaben von Konteradmiral Naval Air Stations mit Sitz in Lee-on-Solent unterstützt. Er hatte die Aufgabe, die Aktivitäten der Marinestützpunkte des Fleet Air Arm zu leiten und zu koordinieren, die Ernennung von FAA-Offizieren und die Beförderung von Flugschülern in Zusammenarbeit mit den RAF-Verantwortlichen sicherzustellen. Gemäß den Flottenbefehlen der Admiralität aus dem Jahr 1939 hatte ein leitender Royal Marines RM(A) oder ein RAF-Offizier das Kommando über eine Einheit, zu der er ernannt worden war, und war damit für deren allgemeine Effizienz und die Durchführung ihrer Operationen verantwortlich. Der Geschwaderkommandant (CO) war in der Regel ein Lieutenant Commander. Mit der Vergrößerung der Geschwader und dem Fortschreiten des Krieges wurden jedoch auch Senior Lieutenants mit der Führung eines Geschwaders betraut.

Das Divisionssystem der Marine wurde auch innerhalb des Fleet Air Arm angewendet. Dies beinhaltete die Gruppierung der Mannschaften in Divisionen, wobei für jede Division ein Divisionsoffizier (DO) zuständig war, der von einem dienstältesten Matrosen unterstützt wurde. Piloten und Beobachter waren als Divisionsoffiziere für die Mechaniker vorgesehen, während der Senior Observer in der Regel die Rolle des Divisionsoffiziers für die Telegrafisten und Bordschützen übernahm. Je nachdem, für welchen Aufgabenbereich die Männer geeignet waren, wurden sie entweder in die Royal Naval Barracks, Lee-on-Solent, für die Piloten oder zur H.M.S. Royal Arthur, einer Landeinrichtung für Signalgasten, Telegrafisten, Codierer und Funker, geschickt. Nach einer einmonatigen Grundausbildung wurden alle Anwärter zur H.M.S. St. Vincent, einer weiteren Landeinrichtung, geschickt.

Nach weiteren zwei Monaten Ausbildung wurden die Piloten auf einen R.A.F.-Fliegerhorst zur flugtechnischen Grundausbildung, und das Bodenpersonal auf die H.M.S. Excellent oder auf eine der Marineschulen geschickt. Aufgrund einer zwischen den USA und Großbritannien vereinbarten Regelung erhielten einige britische Marineflieger ihre komplette Flugausbildung in den Vereinigten Staaten auf den großen Luftstützpunkten Gross Isle, Pensacola und Miami. Nach Ende der Ausbildungszeit verließen die Männer als qualifizierte Piloten die Schule und kehrten als Midshipman (A) R.N.V.R. nach England zurück. Der Abschluss der Ausbildung erfolgte an der Naval Air Fighter School Yeovilton in Somerset.

### WRNS
Der bereits im Jahr 1917 gegründete Women's Royal Naval Service (WRNS) wurde bereits 1919 wieder aufgelöst. Dank des Engagements von Dame Katharine Furse', der ehemaligen Leiterin der WRNS wurde der Women's Royal Naval Service (WRNS) jedoch 1938 reaktiviert. Die Grundausbildung für WRNS-Rekrutinnen dauerte in der Regel etwa 4 bis 6 Wochen. Die spezialisierte Ausbildung dauerte je nach Aufgabe weitere 4 bis 12 Wochen. Die Rekrutinnen wurden mit den Gepflogenheiten der Marine, der Disziplin, den Dienstgraden und der Struktur der Royal Navy vertraut gemacht. Die Ausbildung umfasste auch das Erlernen grundlegender seemännischer Tätigkeiten, wie z. B. Signalgebung, Büroarbeit und andere Verwaltungsaufgaben. Die Rekruten wurden auch im Umgang mit vertraulichen Dokumenten und Mitteilungen geschult. Auf körperliche Ertüchtigung wurde zwar nicht so stark wert gelegt wie bei den männlichen Rekruten, dennoch wurden auch die Frauen sportlich gefordert, damit sie den Anforderungen ihrer Aufgaben gerecht werden konnten. Nach Abschluss der Grundausbildung wurden die Frauen je nach ihrer Aufgabe häufig zu Spezialkursen geschickt. Die Dauer dieser Kurse variierte je nach der Komplexität der Aufgabe.

Ursprünglich wurden die WRNS auf der Grundlage ziviler Verträge rekrutiert, so dass es nicht für notwendig erachtet wurde, sie unter den Naval Discipline Act zu stellen. Sie unterstanden der Civil Establishment Branch, die sie bis 1941 als Zivilisten behandelte, bis die Verwaltung der WRNS auf die Commission and Warrant Branch für Offiziere und auf die Naval Branch für Mannschaften überging. [40] Zunächst gab es nur sieben Orte, an denen Frauen den WRNS beitreten konnten: Portsmouth, Plymouth, Chatham, London, Liverpool, Manchester und Rosyth. Später wurden Rekrutierungszentren in Aberdeen, Belfast, Birmingham, Cardiff, Glasgow, Leeds und Newcastle eingerichtet. Anfang 1942 waren fast 7.000 Frauen in traditionellen Funktionen wie Stewardessen und Köchinnen tätig, weitere 5.000 Frauen arbeiteten in der Verwaltung. Weitere 3 800 Frauen arbeiteten in der Kommunikationsabteilung der Marine, als Rekrutierungsassistentin, Nachtsichtgerätetesterin, Filmbetreiberin und Übungskorrektorin. Außerdem arbeiteten sie als Kontrolleure und Monteure für Flugzeuge, als Funkmechaniker, Schießstandaufseher und Maschinisten, was vor dem Krieg für Frauen undenkbar war.

## Kräftevergleich
Am Anfang des Krieges dienten 160.000 Männer und Frauen in der Royal Navy und es standen etwa 200 Schiffe zur Verfügung. 1945 waren nahezu 800.000 Männer und Frauen sowie 20 Schlachtschiffe, 65 Flugzeugträger, 100 Leichte und Schwere Kreuzer, 461 Zerstörer und 238 U-Boote. Dem standen im Laufe des Krieges 1,4 Mio. Angehörige der Kriegsmarine und der Regia Marina gegenüber.